# TW Steel
TW Steel — нідерландська компанія-виробник годинників, відома насамперед завдяки виробництву невеликих годинників та хронографів. Компанія була заснована у 2005 році батьком та сином Йорді та Тоном Кобеленсами у Нідерландах.

## Назва
Бренд TW Steel був утворений від словосполучення «The Watch in Steel» (укр. Годинник зі сталі).

## Історія
Компанія була заснована в 2005 році Йорді Кобеленсом разом зі своїм батьком Тоном.
Батько мав чималий досвід у годинникарській справі. У 1980 він став дистриб'ютором двох брендів на території країн Бенілюксу: Raymond Weil та Maurice Lacroix. Також він проектував серії годинників для авіакомпаній, таких як KLM і Martinair. Пізніше він заснував рекламну компанію, яка розробляла рекламні акції для бренду Swatch в країнах Бенілюксу. Він продав цю фірму для того, щоб заснувати власне виробництво годинників. У 2005 році був заснований бренд TW Steel. Генеральним директором новоутвореної компанії став його син Йорді.

## Спонсорство
Для просування свого бренду, команда активно підтримує зірок спорту та шоу-бізнесу, таких як Валентіно Россі, Келлі Роуленд, Девід Култхард, Мік Дуейн, Емерсон Фіттіпальді та інші. Також «TW Steel» є спонсором спортивних команд, зокрема «Yamaha Factory Racing» (MotoGP) та «Force India» (Формула-1).

## Продукція

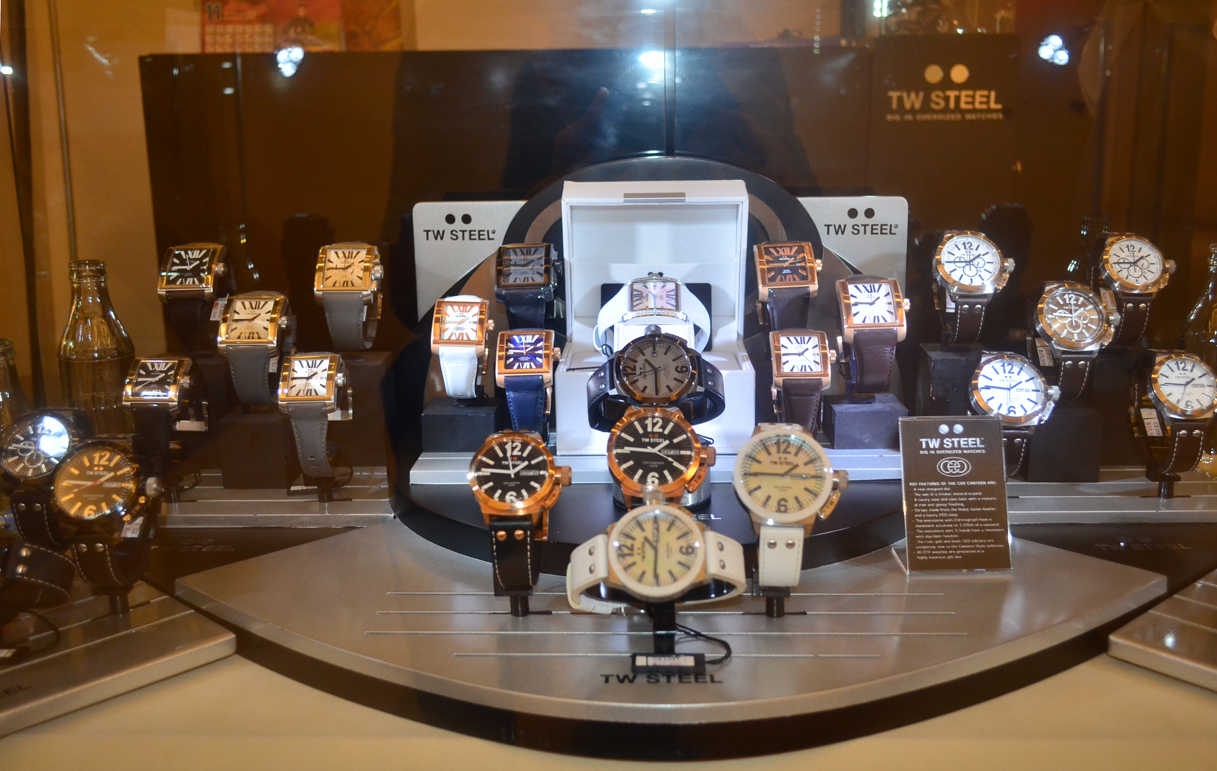
Асортимент моделей TW Steel

Хоча компанія є досить молодою, проте асортимент її продукції налічує приблизно 140 моделей годинників (станом на 2013 рік). Годинники марки можна придбати у понад 5 тис. торгових точок у понад 100 країнах світу. У співробітництві з зірками шоу-бізнесу та спорту компанія випускає спеціальні партії годинників, таких як:
- Kelly Rowland Canteen Bracelet Special Edition (у співробітництві з Feldmar Watch Company) — приблизна вартість такого годинника складає 650 $/
- VR|46 (у співробітництві з Валентіно Россі) — напередодні Гран-Прі Сан Марино-2014 було повідомлено про початок співпраці бренду із 9-ти разовим чемпіоном світу. Годинники доступні за ціною від 99 € до 579 €.
- David Coulthard Special Edition — за ціною 899-949 $.